# 中華民国頌
「中華民国頌」（ちゅうかみんこくしょう、繁: 中華民國頌）は、1979年（民国68年）に中華民国の歌手である費玉青（現：費玉清）が発表した楽曲。シンガーソングライターの劉家昌が作詞・作曲を手掛けた。中国の自然や歴史を讃える内容の愛国歌である。

## 概要
1978年（民国67年）12月、アメリカ合衆国は中華民国（台湾）との国交断絶を発表した。この知らせを受けて悲しみと怒りに震えた梅長齢（中国電視公司総経理）は、人々を鼓舞する歌を作るよう劉家昌に依頼し、その結果「中華民国頌」が制作された。
1980年（民国69年）12月、それまでの「美好的今天」に代わって「中華民国頌」が中国電視の正午の放送開始前のオープニング曲として放送されるようになった。しかし、劉家昌が「中華民国頌」を自身の映画『背国旗的人』の主題歌に使用しようとしていたことが明らかになると、映画の宣伝となることを防ぐため1981年1月6日から「中華民国頌」の使用が停止され、再び「美好的今天」が放送されるようになった。
1987年（民国76年）12月から「中華民国頌」が再びオープニング曲として使われるようになったが、1988年（民国77年）に劉家昌が中国電視に対し楽曲使用料を請求したため、中国電視は「中華民国頌」と「晚安曲」の使用を取りやめ、自局で放送しているドラマの主題歌をオープニング曲・クロージング曲として使用するようになった。
中華人民共和国政府は「中華民国は1949年に滅亡した」との認識を堅持しているため、中華人民共和国の国内で「中華民国頌」が歌われる際は、曲名や歌詞を変更して「中華民族頌」として歌われることが多い。

## 楽曲が使用された作品
映画
- ワンス・アポン・ア・タイム・イン・チャイナ 天地大乱（1992年）